# 加古川中央ジャンクション
加古川中央ジャンクション（かこがわちゅうおうジャンクション）は、兵庫県加古川市にある国道2号（加古川バイパス）および東播磨南北道路のジャンクションである。

## 概要
東播磨南北道路と加古川バイパスとの接続を目的に建設され、東播磨南北道路の開通と同時に供用を開始した。工期は、2011年1月18日〜2013年2月28日で株式会社奥村組により施工された。建設に当たっては一日交通量10万台の加古川バイパスにおいて短期間で大規模な橋梁工事の同時施工が必要とされたことから、近畿地方整備局管内としては初となるコンストラクション・マネジメント方式が採用された。
加古川バイパスからは、東播磨南北道路の八幡稲美ランプ方面のみ通行可能であり、南側に並行する国道2号一般道とは直接接続していない。

## 道路
- 国道2号（加古川バイパス）
- 東播磨南北道路（1番）

## 接続する道路
- 加古川市道加古川中部幹線
- 国道2号（一般道）
- 国道250号（間接接続）

## 歴史
- 2014年3月23日 : 加古川中央JCT - 神野ランプ間開通に伴い供用開始[5]。

## 隣
加古川バイパス
加古川東ランプ - 加古川中央JCT - 加古川ランプ
東播磨南北道路
(1) 加古川中央JCT - (2) 神野ランプ